# NN Водолея
NN Водолея (лат. NN Aquarii) — двойная затменная переменная звезда типа W Большой Медведицы (EW) в созвездии Водолея на расстоянии приблизительно 700 световых лет (около 215 парсеков) от Солнца. Видимая звёздная величина звезды — от +14,14m до +13,47m. Орбитальный период — около 0,3068 суток (7,3627 часов).

## Характеристики
Первый компонент — жёлто-оранжевая звезда спектрального класса K-G. Эффективная температура — около 5011 К.